# Ochrochernes
Genre
Ochrochernes est un genre de pseudoscorpions de la famille des Chernetidae.

## Distribution
Les espèces de ce genre se rencontrent en Inde, en Asie du Sud-Est et à Taïwan.

## Liste des espèces
Selon Pseudoscorpions of the World (version 3.0) :
- Ochrochernes asiaticus Murthy & Ananthakrishnan, 1977
- Ochrochernes galatheae (With, 1906)
- Ochrochernes granulatus Murthy & Ananthakrishnan, 1977
- Ochrochernes indicus Beier, 1974
- Ochrochernes modestus (With, 1906)
- Ochrochernes tenggerianus (Ellingsen, 1910)

## Publication originale
- Beier, 1932 : Pseudoscorpionidea II. Subord. C. Cheliferinea. Tierreich, vol. 58, p. 1-294.